# スーペルクパ・ロムニエイ
スーペルクパ・ロムニエイ (ルーマニア語: Supercupa României)は、ルーマニアのサッカー大会のひとつである。
毎年リーガ1開幕前に開催される。前シーズンのリーガ1優勝クラブとクパ・ロムニエイ優勝クラブが一発勝負で争う。創設当初はスタディオヌル・ナツィオナルで行われていたが新スタジアム竣工後は各都市持ち回りで行われるようになった。2010年まではリーガ1とクパ・ロムニエイの双方を制した場合は開催しない規定であった。
ルール改正1年目の2010年は、CFRクルージュが前シーズンのリーガ1とクパ・ロムニエイの双方を制したために、リーガ1で2位となったウニレア・ウルジチェニが出場した。その時の会場は二冠達成の特典としてCFRの本拠地であるDr. コンスタンティン・ラドゥレスクで催された。
1994年に創設された。最多優勝はステアウア・ブカレストの6回で、ラピド・ブカレストの4回、CFRクルージュの2回と続く。

## 協賛企業
2005年7月22日、ルーマニアサッカー連盟はサムソン電子と1年間のスポンサー契約を結んだ。それに伴い、2005年と2006年はスーペルクパ・ロムニエイ・サムソン (Supercupa României Samsung)と呼ばれた
2006年10月9日、ビールメーカーSABミラー傘下のUrsusと3年間のスポンサー契約を結んだ。それに伴いスーペルクパ・ロムニエイ・ティミショアレアナ (Supercupa României Timişoreana) に改名された。

## 対戦結果
| 年度 | リーガ1覇者                                      | 結果                                             | クパ・ロムニエイ覇者 (もしくはリーガ1 2位)       | 会場                                                  |
| ---- | ------------------------------------------------ | ------------------------------------------------ | ------------------------------------------------ | ----------------------------------------------------- |
| 1994 | ステアウア・ブカレスト                           | 0 – 0 1 – 0 延長戦                               | グロリア・ビストリツァ                           | ナツィオナル ブカレスト                               |
| 1995 | ステアウア・ブカレスト                           | 2 – 0                                            | ペトロルル・プロイェシュティ                     | レギエ ブカレスト                                     |
| 1996 | ステアウア・ブカレストが二冠を達成した為行われず | ステアウア・ブカレストが二冠を達成した為行われず | ステアウア・ブカレストが二冠を達成した為行われず | ステアウア・ブカレストが二冠を達成した為行われず      |
| 1997 | ステアウア・ブカレストが二冠を達成した為行われず | ステアウア・ブカレストが二冠を達成した為行われず | ステアウア・ブカレストが二冠を達成した為行われず | ステアウア・ブカレストが二冠を達成した為行われず      |
| 1998 | ステアウア・ブカレスト                           | 4 – 0                                            | ラピド・ブカレスト                               | ナツィオナル ブカレスト                               |
| 1999 | ラピド・ブカレスト                               | 5 – 0                                            | ステアウア・ブカレスト                           | ナツィオナル ブカレスト                               |
| 2000 | ディナモ・ブカレストが二冠を達成した為行われず   | ディナモ・ブカレストが二冠を達成した為行われず   | ディナモ・ブカレストが二冠を達成した為行われず   | ディナモ・ブカレストが二冠を達成した為行われず        |
| 2001 | ステアウア・ブカレスト                           | 2 – 1                                            | ディナモ・ブカレスト                             | ナツィオナル ブカレスト                               |
| 2002 | ディナモ・ブカレスト                             | 1 – 2                                            | ラピド・ブカレスト                               | ナツィオナル ブカレスト                               |
| 2003 | ラピド・ブカレスト                               | 0 – 0 1 – 0 （延長戦）                           | ディナモ・ブカレスト                             | ナツィオナル ブカレスト                               |
| 2004 | ステアウア・ブカレストが二冠を達成した為行われず | ステアウア・ブカレストが二冠を達成した為行われず | ステアウア・ブカレストが二冠を達成した為行われず | ステアウア・ブカレストが二冠を達成した為行われず      |
| 2005 | ステアウア・ブカレスト                           | 2 – 3                                            | ディナモ・ブカレスト                             | コトロセニ ブカレスト                                 |
| 2006 | ステアウア・ブカレスト                           | 1 – 0                                            | ラピド・ブカレスト                               | ナツィオナル ブカレスト                               |
| 2007 | ディナモ・ブカレスト                             | 1 – 1 6 – 7 （PK戦）                             | ラピド・ブカレスト                               | ナツィオナル ブカレスト                               |
| 2008 | CFRクルージュが二冠を達成した為行われず          | CFRクルージュが二冠を達成した為行われず          | CFRクルージュが二冠を達成した為行われず          | CFRクルージュが二冠を達成した為行われず               |
| 2009 | ウニレア・ウルジチェニ                           | 1 – 1 3 – 4 PK戦                                 | CFRクルージュ                                    | ジュレシュティ ブカレスト                             |
| 2010 | CFRクルージュ1                                   | 2 – 2 2 – 0 （PK戦）                             | ウニレア・ウルジチェニ                           | Dr. コンスタンティン・ラドゥレスク クルージュ＝ナポカ |
| 2011 | オツェルル・ガラツィ                             | 1 – 0                                            | ステアウア・ブカレスト                           | チャフレウル ピアトラ・ネアムツ                       |
| 2012 | CFRクルージュ                                    | 2 – 2 2 – 4 （PK戦）                             | ディナモ・ブカレスト                             | ナツィオナル ブカレスト                               |
| 2013 | ステアウア・ブカレスト                           | 3 – 0                                            | ペトロルゥル・プロイェシュティ                   | ナツィオナル ブカレスト                               |
| 2014 | ステアウア・ブカレスト                           | 1 – 1 3 – 5 （PK戦）                             | アストラ・ジュルジュ                             | ナツィオナル ブカレスト                               |
| 2015 | ステアウア・ブカレスト1                          | 0 – 1                                            | トゥルグ・ムレシュ                               | ファルル コンスタンツァ                               |
| 2016 | アストラ・ジュルジュ                             | 1 - 0                                            | CFRクルジュ                                      | クルジュ・アレナ クルジュ＝ナポカ                     |
| 2017 | ヴィトルル・コンスタンツァ                       | 0 – 1                                            | ヴォルンタリ                                     | ミュニシパル・スタジアム ボトシャニ                   |
| 2018 | CFRクルージュ                                    | 1 – 0                                            | ウニヴェルシタテア・クラヨーヴァ                 | イオン・オブレメンコ・スタジアム クラヨーヴァ         |
| 2019 | CFRクルージュ                                    | 0 – 1                                            | ヴィトルル・コンスタンツァ                       | アイリー・オアナ・スタジアム プロイェシュティ         |
| 2020 | CFRクルージュ                                    | 0 – 0 4 – 1 （PK戦）                             | ステアウア・ブカレスト                           | アイリー・オアナ・スタジアム プロイェシュティ         |
| 2021 | CFRクルージュ                                    | 0 – 0 2 – 4 （PK戦）                             | ウニヴェルシタテア・クラヨーヴァ                 | スタディオヌル・ナツィオナル ブカレスト               |
| 2022 | CFRクルージュ                                    | 1 – 2                                            | シェプシOSKスフントゥ・ゲオルゲ                  | スタディオ・ヌル・フランシス・フォン・ノイマン アラド |

1リーガ1とクパ・ロムニエイの2冠達成。

## クラブ別優勝回数
| クラブ名                         | 優勝 | 準優勝 | 優勝年度                           | 準優勝年度                         |
| -------------------------------- | ---- | ------ | ---------------------------------- | ---------------------------------- |
| ステアウア・ブカレスト           | 6    | 6      | 1994, 1995, 1998, 2001, 2006, 2013 | 1999, 2005, 2011, 2014, 2015, 2020 |
| CFRクルージュ                    | 4    | 5      | 2009, 2010, 2018, 2020             | 2012, 2016, 2019, 2021, 2022       |
| ラピド・ブカレスト               | 4    | 2      | 1999, 2002, 2003, 2007             | 1998, 2006                         |
| ディナモ・ブカレスト             | 2    | 4      | 2005, 2012                         | 2001, 2002, 2003, 2007             |
| アストラ・ジュルジュ             | 2    | 0      | 2014, 2016                         | —                                  |
| ヴィトルル・コンスタンツァ       | 1    | 1      | 2019                               | 2017                               |
| ウニヴェルシタテア・クラヨーヴァ | 1    | 1      | 2021                               | 2018                               |
| オツェルル・ガラツィ             | 1    | 0      | 2011                               | —                                  |
| トゥルグ・ムレシュ               | 1    | 0      | 2015                               | —                                  |
| ヴォルンタリ                     | 1    | 0      | 2017                               | —                                  |
| シェプシOSKスフントゥ・ゲオルゲ  | 1    | 0      | 2022                               | —                                  |
| ペトロルル・プロイェシュティ     | 0    | 2      | —                                  | 1995, 2013                         |
| ウニレア・ウルジチェニ           | 0    | 2      | —                                  | 2009, 2010                         |
| グロリア・ビストリツァ           | 0    | 1      | —                                  | 1994                               |